# Lahko sem glinena mesojedka
Lahko sem glinena mesojedka (z angleškim naslovom I Can Be a Clay Snapper) je drugi studijski album slovenske avantgardne etno glasbene skupine Širom, ki je izšel 8. avgusta 2017 pri nemških založbah tak:til in Glitterbeat.

## Kritiški odziv
Odziv na album je bil pozitiven. V recenziji za Radio Študent je Mario Batelić poudaril: "Z novim albumom so [Širom] razširili področje boja; razširitve se niso lotili le z novimi orodji, marveč tudi z več domišljije in muzikalične iznajdljivosti ter drznim prekrajanjem različnih tradicij, nenazadnje tudi lastne tradicije." Veljko Njegovan pa je v Mladini preprosto ugotovil: "Glasba, ki nas (že zaradi rabe številnih tradicionalnih in doma narejenih glasbil) s sočasno minimalistično preprostostjo in kompleksnostjo popelje v neke druge dimenzije."
Na Radiu Študent je bil album uvrščen na prvo mesto, v spletni reviji Beehype pa na drugo mesto najboljših slovenskih albumov leta.

### Priznanja
| objava        | uvrstitev | seznam                      |
| ------------- | --------- | --------------------------- |
| Radio Študent | 1.        | Naj domača tolpa bumov 2017 |
| Beehype       | 2.        | Best of 2017                |

## Seznam pesmi
Vse pesmi so napisali Ana Kravanja, Samo Kutin in Iztok Koren.
| Št.             | Naslov                   | Naslov v angleščini               | Dolžina |
| --------------- | ------------------------ | --------------------------------- | ------- |
| 1.              | „Malodane budnost‟       | "Just About Awake"                | 8:54    |
| 2.              | „Čolni, čakam, čúvaj!‟   | "Boats, Biding, Beware!"          | 11:49   |
| 3.              | „Vseje usodno‟           | "Everything I Sow Is Fatal"       | 9:34    |
| 4.              | „Maestro mane vriskanje‟ | "Maestro Kneading Screams of Joy" | 10:49   |
| 5.              | „Deset besed‟            | "Ten Words"                       | 1:19    |
| Skupna dolžina: | Skupna dolžina:          | Skupna dolžina:                   | 42:44   |

## Osebje
Širom
- Ana Kravanja – violina, viola, ribab, cünbüs, balafon, ngoma boben, mizmar, zvočila, glas
- Samo Kutin – lira, balafon, enostrunski bas, obročni bobni, brač, gongoma, mizmar, zvočila, glas
- Iztok Koren – banjo, tristrunski banjo, bas boben, tolkala, cevni zvonci, balafon, zvočila

Tehnično osebje
- Iztok Zupan – snemanje
- Chris Eckman – miks
- Gregor Zemljič – mastering
- Marko Jakše – oblikovanje naslovnice
- Eva Kosel – oblikovanje